# 孫永清
孫永清（？—1790年），字宏度，一字春台，江蘇省常州府金匱縣（今江蘇省無錫市）人，清朝政治人物。

## 生平
1768年（乾隆三十三年）中舉人，授內閣中書。未出仕的時候，曾任廣東布政使胡文伯的幕僚。當時當地少數民族貴族為爭奪土司之位互相揭發，官員前往驗明文牒，發現都是前明時期的印信，欲以私造符信之罪處罰。永清力勸胡文伯，使得免除二百餘人之罪。隨後充軍機處章京，為軍機處最為能幹者，遷侍讀。1777年（乾隆四十二年），雲南總督圖思德奏稱緬甸將遣使入貢，乾隆帝遣大學士阿桂去接待，孫永清陪同。緬甸使者不至，阿桂令孫永清撰寫檄文，以檄授予蘇爾相往緬甸諭之。
1779年（乾隆四十四年），授刑部郎中，考選江西道監察御史。翌年超授左副都御史，授貴州布政使。貴州布政使任內，奏言柞子廠產黑鉛，課餘三十餘萬斤，請以十萬斤運往兩廣。1784年（乾隆四十九年），因貴州巡撫李本病逝，署理貴州巡撫（後永保接任），又奏稱：「柞子廠黑鉛，例於四川永寧設局收發，課餘三百餘萬斤，請歲以五十萬運存永寧。」
1785年，擢廣西巡撫，彈劾新寧知州金窅等人逃稅，按察使杜琮、鹽道周延俊等人也遭到牽連而被罷免。1787年（乾隆五十二年），臺灣林爽文為亂，乾隆帝徵廣西兵前去鎮壓。孫永清奏稱：「兵出征，在例馬兵賞、借銀各十兩，步兵賞、借銀各六兩，請於借銀留三兩為制衣。」乾隆帝從之。翌年，藤縣關押的盜賊梁美煥想要穿牆逃跑，被抓，孫永清令就地正法，並奏聞乾隆帝。乾隆帝認為穿牆逃獄與劫獄不同，說明犯人只希望苟活，而就地正法就太過了。
安南阮惠率西山軍攻打昇龍（今越南河內市），驅逐其國王黎維祁。黎維祈逃竄山中，其陪臣阮輝宿護送王太后阮氏玉素、王后阮氏玉端、太子黎維詮逃入龍州，孫永清與兩廣總督孫士毅同時奏聞此事。孫士毅出兵安南，孫永清則駐守南寧負責糧餉的輸送，在太平府設軍需局，以福建延建邵道陸有仁、桂林知府查淳董治其事。1789年，黎維祈復國，孫永清送其親族回安南，並奉命賜綢、緞、布及白金四百。因籌辦糧餉之功，賞戴孔雀翎。
孫士毅兵敗逃歸，福康安代為兩廣總督，二人奏稱：「安南用兵，关内外支放银百万、米八万餘，逐款详覈，例可用而未用，或用不及数者，以实用之数具报。如有军行紧急，略有变通。与例不符者，仍如例覈减。」諭令以實為之。秋，以广西秋审册自缓决改情实凡三案，谕责永清宽纵。東蘭州安置的臺灣降人鄭管、陳廷乘船逃跑，孫永清派人追捕，回報說二人溺水而亡。乾隆帝罷免知州黃圖等官逮捕問訊，永清坐降調，命留任。
阮惠改名阮光平，受封安南國王。同年遣使入貢，被孫永清暫且留在太平府。孫永清奏聞安南入貢之事，乾隆帝命安南使臣入京，並責孫永清太拘泥。永清又奏稱安南使臣自桂林北行。乾隆帝又發現廣西學政潘曾起不稱職，問孫永清，得到曾起性情褊急，未惬士心的答覆。乾隆帝責問孫永清為何不彈劾，罰養廉銀二年。
1790年（乾隆五十五年）春，阮惠遣使謝恩，孫永清再次奏聞，乾隆帝說奏聞是多餘的，令安南使臣入京。孫永清又奏稱，太平、南宁、镇安三府与安南接壤，请屯兵防隘，立栅开壕，分隶龙凭、馗纛二营管辖。四月，阮惠遣使假冒自己，入京朝見。孫永清奏聞，得到乾隆帝嘉獎。不久病逝，乾隆帝赦免其一切生前處分。
弟孫籓，後為安徽布政使。子孫爾準，太子少保闽浙总督。

## 延伸阅读
[在维基数据编辑]
 《清史稿/卷332》，出自趙爾巽《清史稿》